# Arcontópulos
Los arcontópulos (en griego: Ἀρχοντόπουλοι) fueron una unidad militar de élite del ejército bizantino durante la dinastía de los Comneno, en los siglos XI-XII. Fueron fundados por el emperador Alejo I Comneno (r. 1081–1118) como parte de sus reformas militares y eran reclutados entre los huérfanos de oficiales bizantinos caídos en batalla.

## Historia
Durante la invasión selyúcida del Asia Menor bizantina que siguió a la batalla de Manzikert (1071) se disparó el número de húerfanos, lo que llevó al emperador Alejo I Comneno (r. 1081–1118) a tomar medidas. Sobre 1090, mientras se enfrentaba a una guerra contra los pechenegos, Alejo reclutó a algunos de estos huérfanos, hijos de oficiales bizantinos muertos en batalla, formando una unidad de élite de 2000 jinetes llamada "arcontópulos", o "hijos de los arcontes (dirigentes)".
Los arcontópulos eran considerados la única institución de huérfanos bizantinos directamente influido por políticas griegas antiguas. A pesar de que la hija y biógrafa de Alejo, Ana Comneno, comparó los arcontópulos con una institución espartana, hay mayores similitudes con tradiciones ateniense documentadas que probablemente inspiraran a Alejo. El bizantinista John Birkenmeier considera a los arcontópulos como una institución para formar 'oficiales de palacio', y su despliegue como regimiento de campo por como un caso aislado.
El regimiento padeció 300 bajas durante una batalla en Cariópolis contra los pechenegos. Los arcontópulos desaparecen de fuentes bizantinas después de la muerte de Alejo en 1118. Aun así, se siguen mencionando a personas como arcontópulos hasta épocas posteriores de la historia bizantina. Las últimas menciones a arcontópulos parecen referir a dos grupos relacionados pero diferentes. El primer grupo consta de jóvenes aristócratas adscritos a la corte con una función militar y el segundo grupo parece un tipo de "pronoiarios" provinciales, una élite militar recompensada con tierras a cambio de su servicio militar. El segundo grupo era posiblemente reclutado entre el primero tras su formación en la corte imperial.